# Ghiacciaio Presena
Il ghiacciaio Presena è un ghiacciaio del Gruppo della Presanella, posto ad un'altitudine compresa tra i 2.700 ed i 3.000 m, circa 4 chilometri a sud del passo del Tonale, accessibile dalla val Presena attraverso una mulattiera militare o dal Passo Paradiso, a ovest della cresta dei Monticelli, per mezzo di un'ovovia.

## Storia

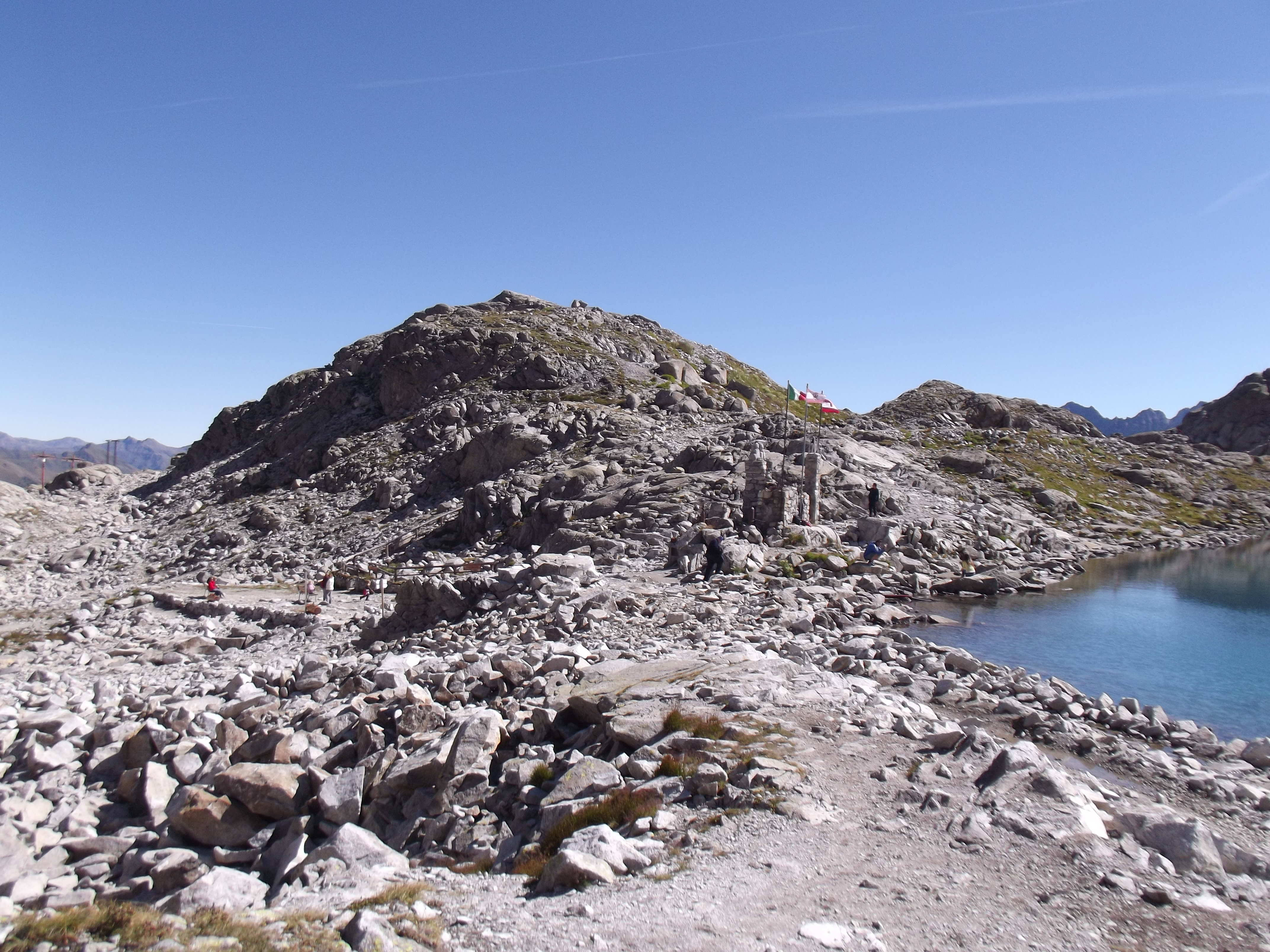
Il Monumento della Fratellanza

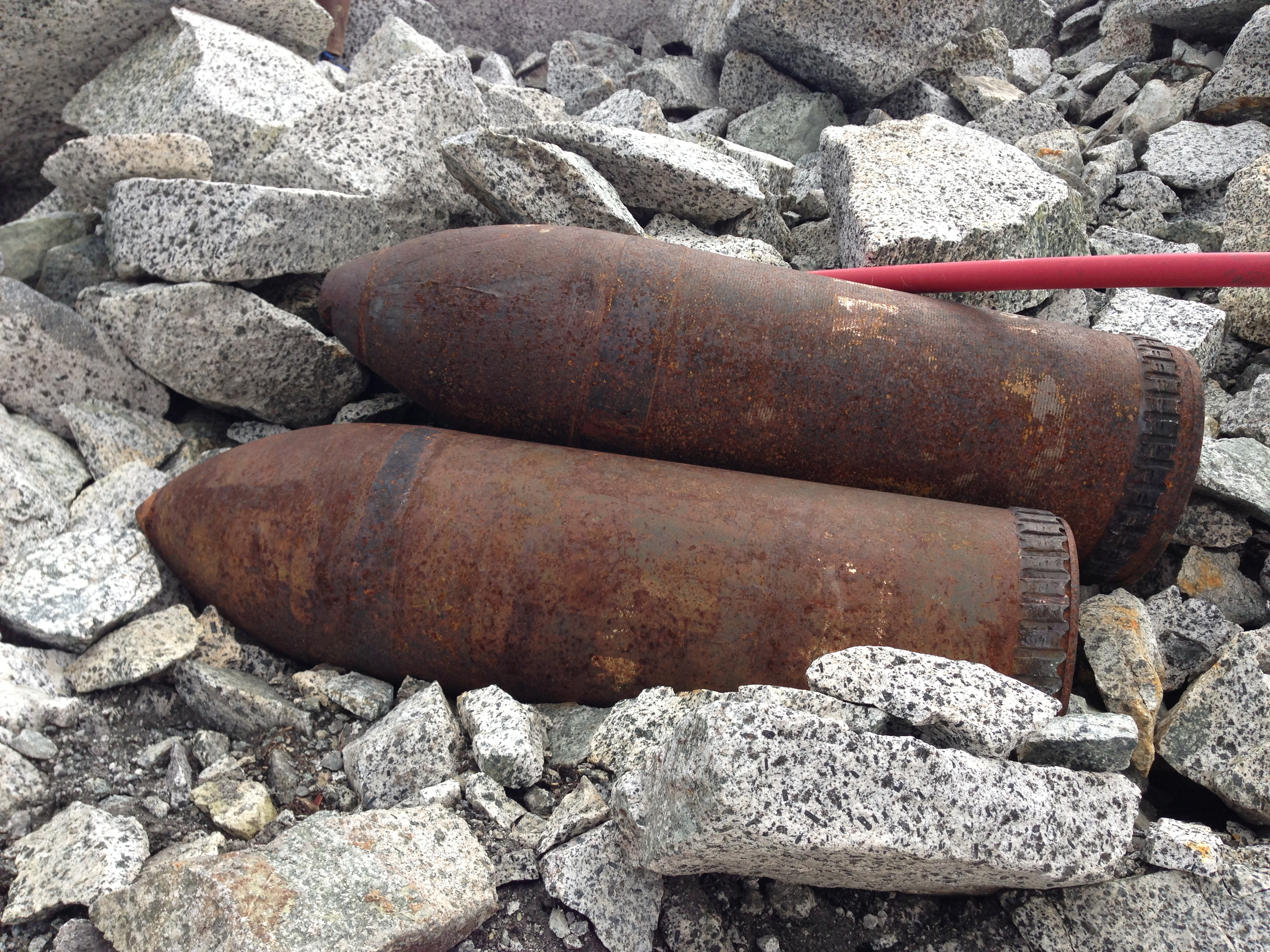
Due bombe trovate sul Presena

Durante la Prima Guerra Mondiale, la conca di Presena rappresentò un punto chiave nel quadro della Guerra Bianca in Adamello, e fu teatro di almeno tre importanti azioni militari.
Nel 1915, il confine tra Regno d'Italia e Impero Austroungarico ricalcava quello attuale tra Lombardia e Trentino Alto-Adige, tagliando a metà la piana del Passo del Tonale e percorrendo la cresta che da Passo Paradiso arriva a Cima Payer, passando per la Punta del Castellaccio e la Punta di Lagoscuro, ai bordi della conca di Presena.
Sebbene il 23 maggio 1915, alla vigilia dello scoppio delle ostilità, al Passo Paradiso fosse presente mezzo plotone della 44ª compagnia alpini, i comandi italiani ordinarono di sgomberare gli avamposti, che furono rapidamente occupati dai soldati austriaci. Riconquistare la conca di Presena fu un obiettivo difficile da ottenere, e perdurò per buona parte del conflitto.
Il 9 giugno 1915 le forze italiane attuarono un primo tentativo di occupazione della conca: un distaccamento di sciatori del battaglione "Morbegno", sotto il comando del capitano Villani, partì dal passo di Pisgana e raggiunse il passo di Maroccaro, dove si appartò al riparo dalle vedette austriache. Da qui, gli alpini discesero il ghiacciaio a ventaglio, sotto il tiro del "Gruppo difensivo Paradiso", a capo del tenente Quandest. Gli austriaci riuscirono a respingere l'attacco italiano quando ormai ai tiratori scelti non rimanevano più di 10 pallottole a testa. Gli italiani soffrirono 164 perdite, tra cui 52 morti, 87 feriti e 25 prigionieri; gli austriaci ebbero un morto e otto feriti.
In seguito al fallito attacco alla conca, il capitano de Castiglioni riteneva opportuna la conquista della cresta Castellaccio-Lagoscuro, fino a cima Payer. Nella notte tra il 24 ed il 25 agosto 1915, la 52ª compagnia, guidata dal capitano Carlo Bollea, si arrampicò in totale silenzio, per 9 ore, lungo i canaloni che dalla val Narcanello risalgono la suddetta cresta, occupando il passo di Lagoscuro, la cima di Lagoscuro e la Bocchetta del Gendarme. All'alba, iniziato l'attacco, i soldati austriaci ,sorpresi, lasciarono le posizioni senza troppa resistenza, permettendo agli italiani di trincerarsi sulla cresta con perdite minime entro la fine della giornata. Nei giorni immediatamente successivi fu ordinato un attacco contro le forze austriache al passo del Dito, incastonato nella pala del Castellaccio, che ebbe però esito negativo.
Le operazioni tra il 1916 e il 1917 si concentrarono sui ghiacciai dell'Adamello, e dopo la Battaglia di Caporetto subirono un poderoso rallentamento: la successiva grande azione nel settore Tonale-Presena si ebbe solo nel maggio del 1918, organizzata in due fasi.
L'operazione si realizzò sul finire di maggio, grazie anche alla piena libertà di movimento nell'alta val di Genova, determinata dagli esiti delle battaglie sui ghiacciai del Mandrone e delle Lobbie. 
Al tempo il settore del Presena era affidato a due diversi comandi: il Valcamonica, agli ordini del brigadiere Quintino Ronchi, e l'Adamello-Val di Genova, rispondente al colonnello Isidoro Rovero; questi disponevano complessivamente di cinque reparti: il battaglione "Monte Mandrone", il battaglione "Val d'Intelvi", il battaglione "Edolo", il battaglione "Val Baltea" ed il battaglione sciatori con la 3ª compagnia volontari "Valcamonica".
Tra il 24 ed il 25 maggio 1918 l'artiglieria bombardò le posizioni austriache sulla cresta delle Marocche, che furono attaccate e occupate con successo attorno al mezzogiorno del 25 dai plotoni arditi.
Cadde in mano italiana anche lo sperone roccioso a sud della Cima Presena, detto Zigolon, non senza prigionieri austriaci, mentre verso sera fu conquistata la Cima stessa; a sera inoltrata l'attacco fu sospeso, a causa del fuoco delle mitragliatrici austriache, e con esso terminò la prima fase dell'operazione.
La seconda fase ebbe luogo il giorno successivo, il 26.
Fu aperta dal bombardamento italiano, a notte fonda, delle ridottine austriache della conca, del passo Paradiso e dei Monticelli, e fu seguita dalla discesa dei reparti italiani verso il passo Paradiso, conquistandolo assieme ai Monticelli, dopo un aspro combattimento; solo la quota 2432 del Monticello Inferiore rimase in mano austriaca.
Entro il 27 maggio la quasi totalità della conca di Presena cadde finalmente in mano italiana.
La situazione rimase stabile fino alle ultime offensive italiane di ottobre e novembre 1918, che portarono all'uscita dell'Austria-Ungheria dalla guerra. Le testimonianze dei combattimenti avvenuti sono ancora presenti: presso l'arrivo dell'ovovia al passo Paradiso è presente una cavernetta con feritoie trasformata nel 2011 in museo interattivo; resti di trinceramenti, filo spinato e postazioni sono sparsi sul pianoro e sul ghiacciaio. Presso il laghetto del Monticello è stato eretto un monumento alla fratellanza tra italiani e austriaci. Nei pressi del monumento parte il sentiero che giunge al passo di Castellaccio (2963 m), dove sono presenti i resti di reticoli di filo spinato e un villaggio militare; da qui parte la via ferrata attrezzata Sentiero dei Fiori, scavata dagli alpini italiani come collegamento tra il Castellaccio e il passo di Lagoscuro, dove è presente una seconda cittadella militare, e dove dal 2011 è presente un museo. Sempre nel 2011 sono state ripristinate le passerelle sospese presso il Gendarme di Casamadre. Infine, sulla cima della Punta di Lagoscuro (3166 m), è presente il bivacco Amici della Montagna, ottenuto dal recupero di una baracca di guerra, ed è possibile esplorare l'osservatorio militare in galleria che domina la conca ed il ghiacciaio.

## Descrizione

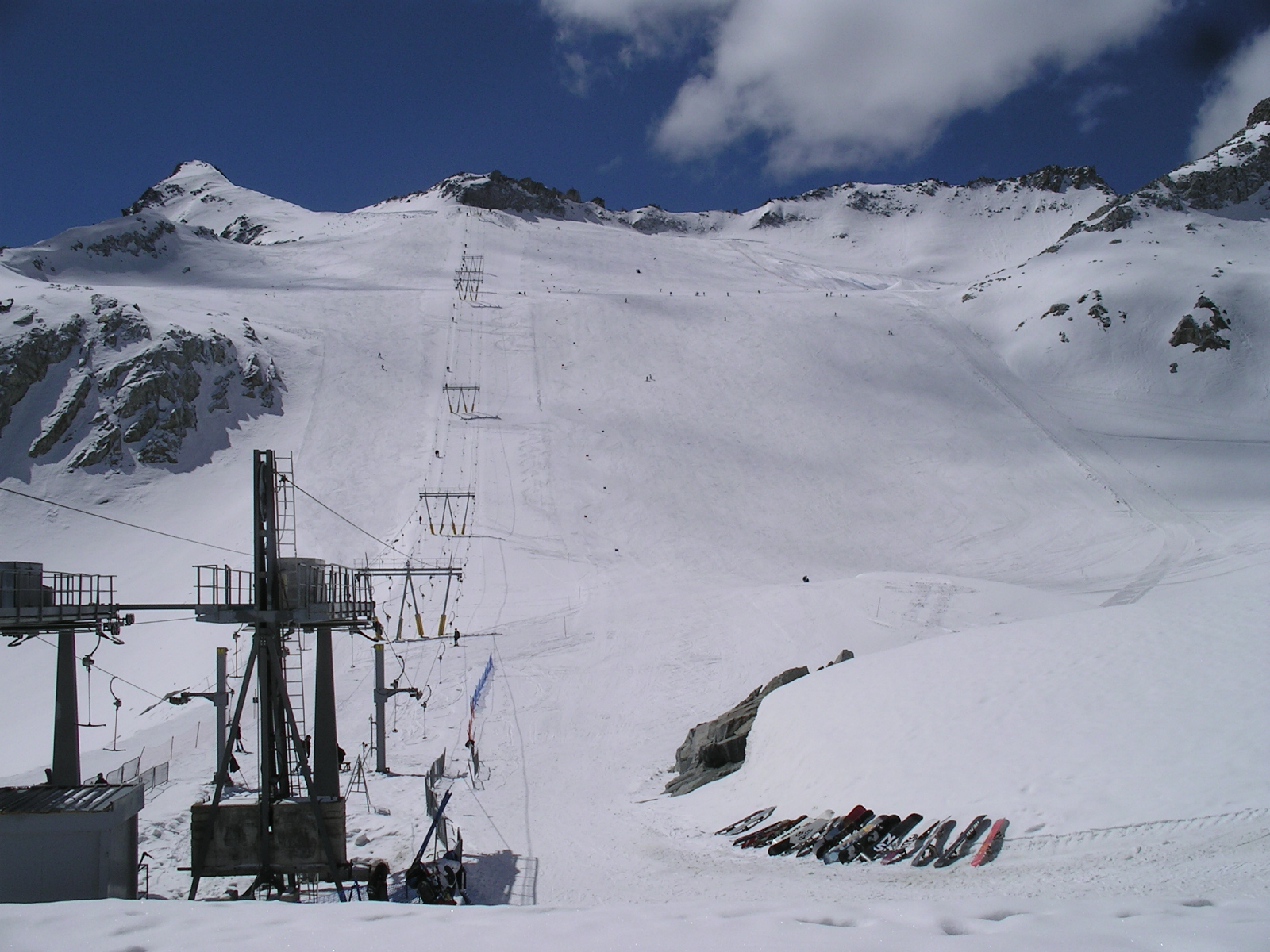
Il ghiacciaio nel giugno 2006

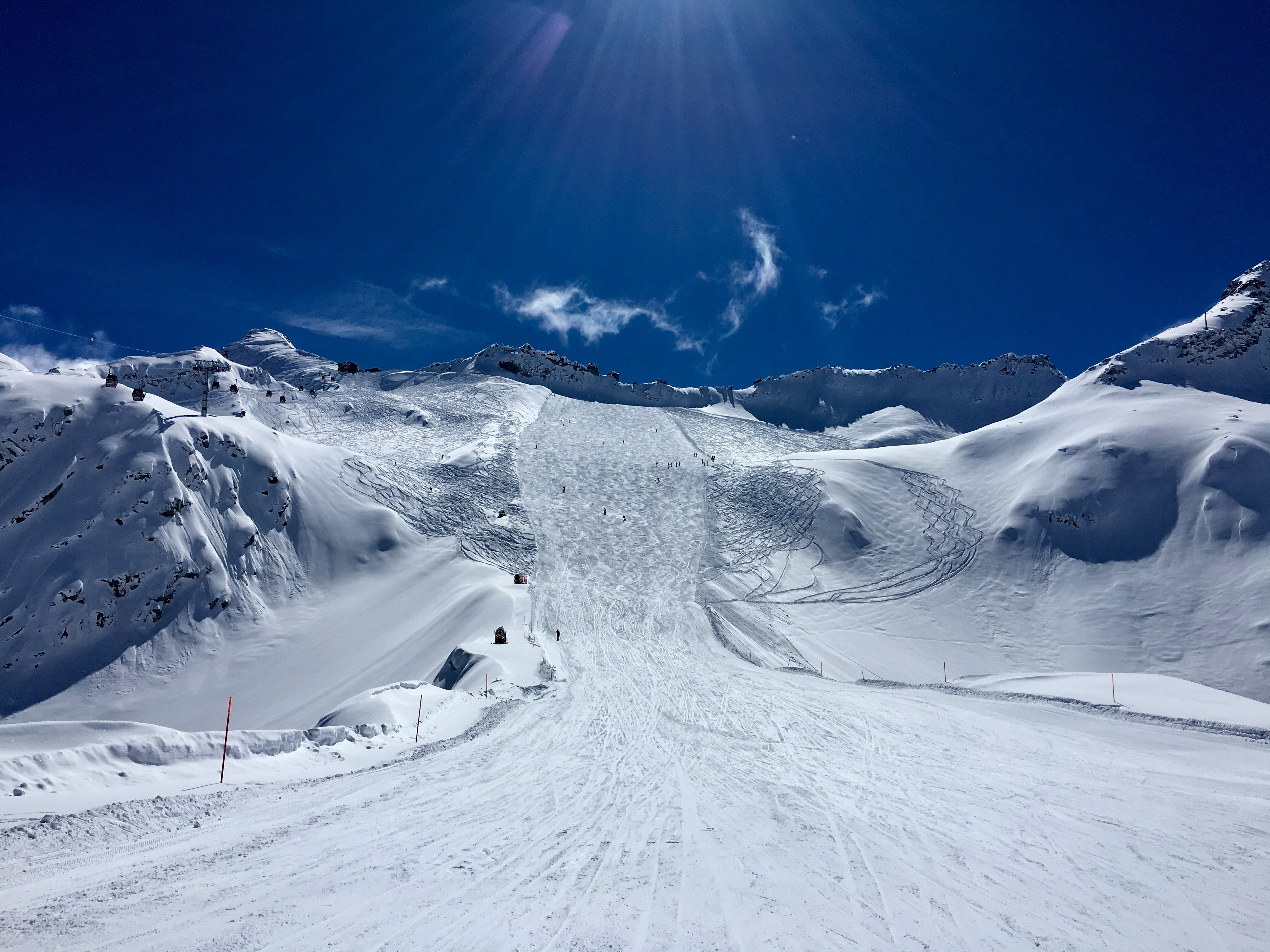
Ghiacciaio Presena marzo 2018

Il ghiacciaio risiede nella conca omonima, che si apre verso est nella val Presena, tributaria della Val di Sole e protetta verso ovest da una imponente cresta rocciosa, che la separa dalle valli Narcanello e Sozzine, tributarie della Val Camonica.
Partendo da nordest e proseguendo verso sud in senso antiorario, la conca è protetta dai seguenti rilievi:
- la cresta dei Monticelli, da quota 2432 m s.l.m. a quota 2609 s.l.m.;
- la Punta di Castellaccio, 3029 s.l.m.;
- la cresta Castellaccio-Lagoscuro, dalla quale spicca il Gendarme di Casamadre;
- la Punta di Lagoscuro, 3166 s.l.m.;
- la cresta delle Marocche, che corre tra il passo del Maroccaro (2975 m s.l.m.) e il passo di Presena (2997 m s.l.m.), che separa la conca dalla val di Genova;
- la cima Presena, quota 3069 s.l.m..

Sul finire degli anni sessanta del XX secolo, il ghiacciaio divenne, assieme alla zona del Passo del Tonale, meta frequentata dagli sciatori. Dagli anni sessanta agli anni novanta la stagione sciistica durava dagli inizi di ottobre a fine agosto; a partire dal 2001 però, a causa dei cambiamenti climatici, si decise che la stagione estiva si sarebbe chiusa a metà luglio. Negli ultimi anni, in particolare dal 2008, le piste vengono chiuse a metà o inizio giugno, per permettere la stesura di materiale geotessile atto a preservare la neve e il ghiaccio dallo scioglimento. Spesso nel periodo del disgelo riemergono dai suoi ghiacci le spoglie mortali di soldati sia italiani sia austriaci che hanno qui combattuto la Prima Guerra Mondiale.

### Ritiro

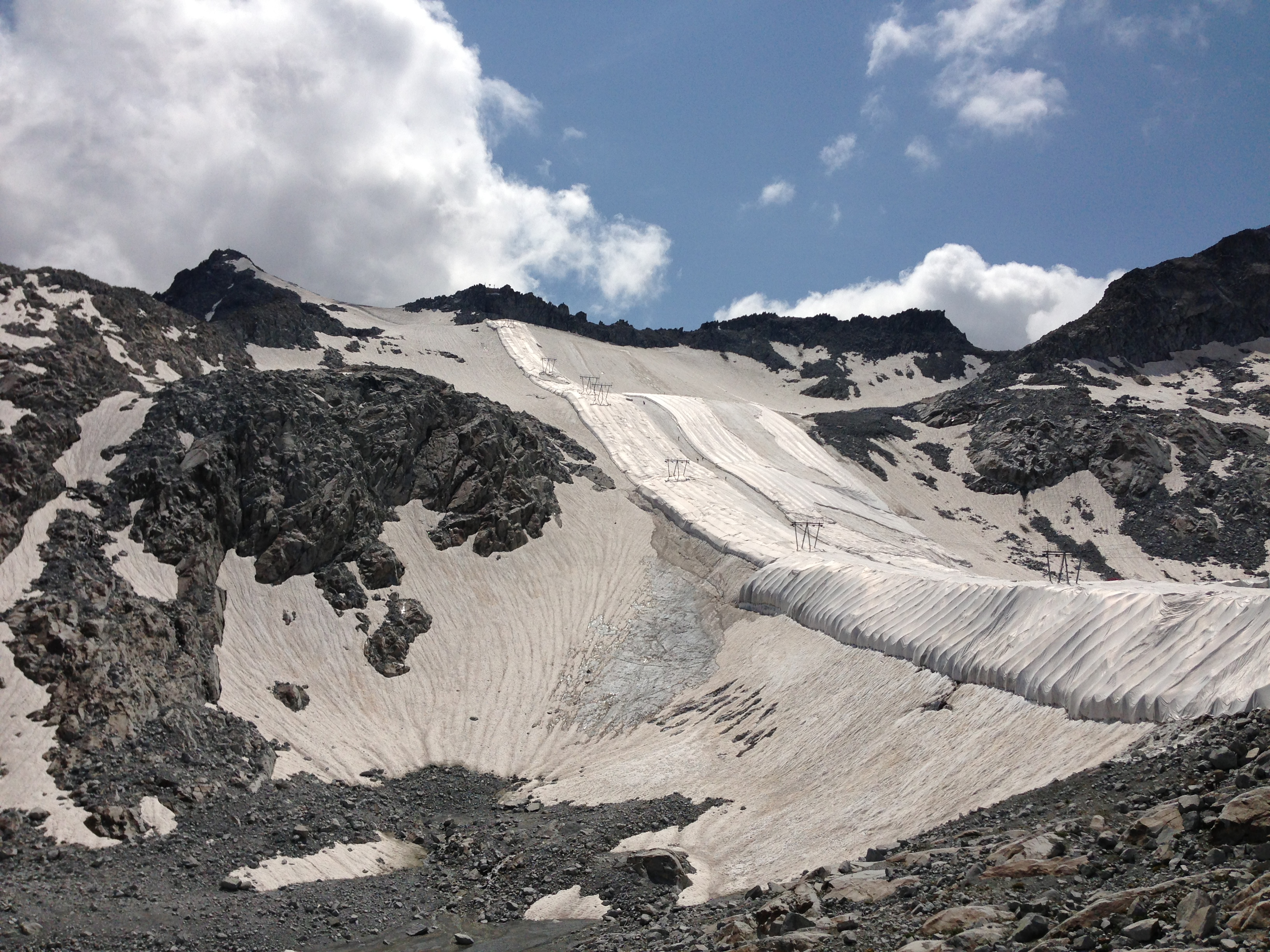
Il ghiacciaio nel 2013, con la copertura in geotessile

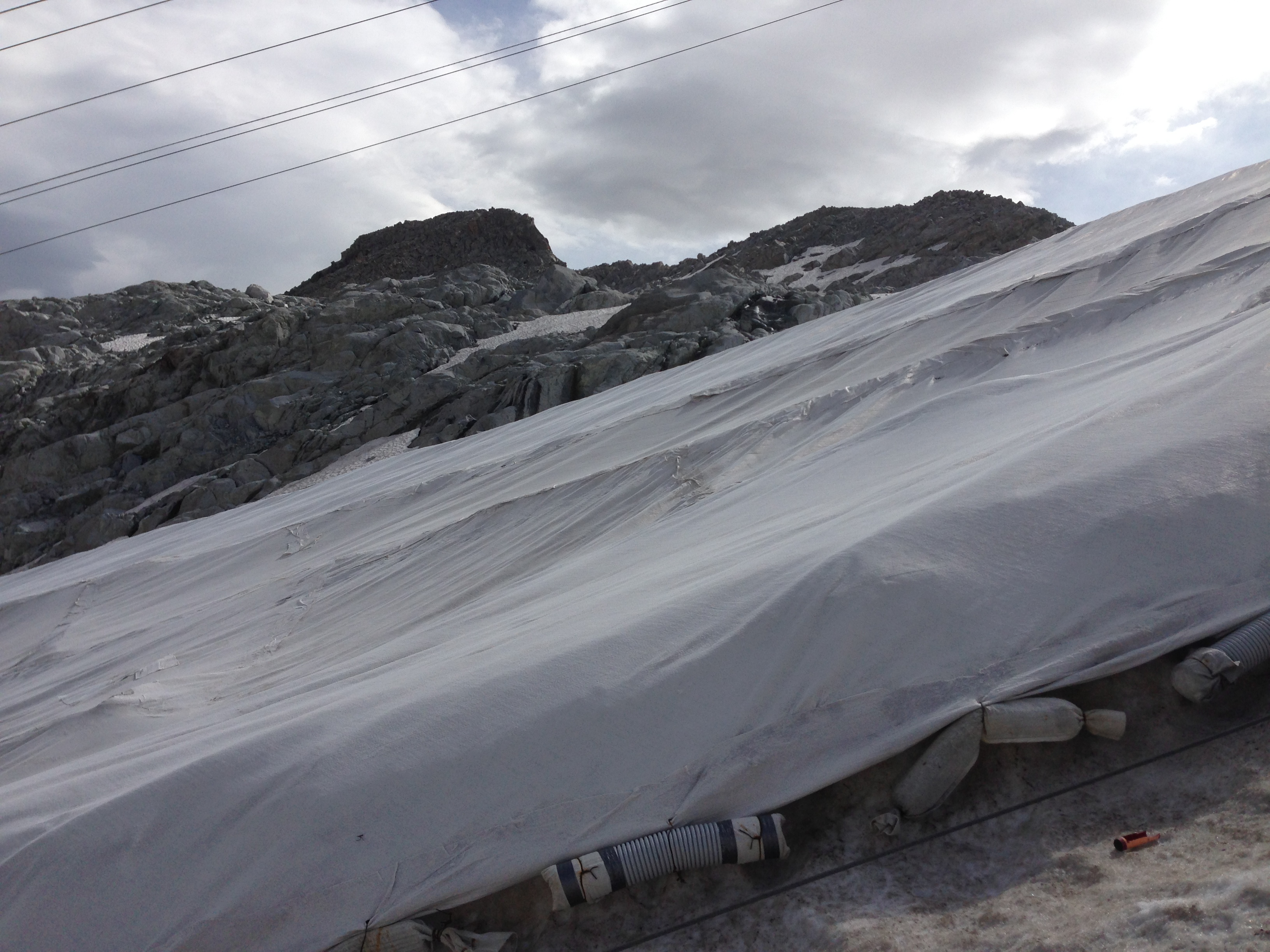
Particolare di un telo geotessile

Al termine della Piccola Era Glaciale nella seconda metà del XIX secolo, il ghiacciaio formava un unico apparato assieme alla vedretta di Presena Orientale, e la fronte era situata presso i Laghetti del Monticello, come testimoniato dalla presenza di morene.
Nel Catasto dei Ghiacciai Italiani del 1961 riporta una superficie pari a 82 ha e una lunghezza massima di 1200 metri, con larghezza di circa 1100 metri.
Nel 1987 la sua superficie risultò ridotta a circa 68 ha, mentre rilevamenti più recenti effettuati nel 2003 riportano un'estensione pari a 33 ha, valore riferito al corpo principale del ghiacciaio, separatosi nel tempo dalla vedretta orientale di Presena e divisosi nel corso degli anni novanta in due porzioni: la più piccola, a ovest del ghiacciaio, prende oggi il nome di vedretta del Corno di Lagoscuro e ha un'estensione di 8 ha (2003).
Secondo le ultime stime PAT, inserite nel Nuovo catasto dei Ghiacciai Italiani del 2015, nel 2011 il ghiacciaio Presena presenta un'estensione di 25 ha. Essendo il ghiacciaio alimentato prevalentemente dalle precipitazioni nevose dirette, diversi monitoraggi della fronte ne hanno evidenziato il costante ritiro e la perdita di intere porzioni (fino a 50 m dal 1990 al 1999), nonché la notevole riduzione di volume.
Nel 2007 venne effettuata una scansione (da nord a sud) del ghiacciaio tramite georadar, evidenziando che nella fascia alta e in quella bassa dell'apparato rimanevano dai 30 ai 40 metri di spessore del ghiaccio, mentre nella zona centrale, denominata "il ginocchio" restavano solo dai due ai tre metri di ghiaccio, che se si fossero sciolti avrebbero aumentato il ritmo di fusione, compromettendo per sempre l'integrità del ghiacciaio e la possibilità di praticare lo sci. La società Carosello Tonale s.p.a., avente in gestione gli impianti, in collaborazione con l'Università di Trento decise perciò il via alle operazioni di preservazione del ghiacciaio tramite stesura del geotessile. Si stima che questo materiale preservi il 70% della neve di inizio estate, sebbene il ritmo complessivo di ritiro dell'apparato glaciale resti immutato.
Dal 2008 parte del ghiacciaio viene annualmente coperta tra giugno e settembre con materiale geotessile; la copertura in genere protegge il tracciato della pista e in particolare il "ginocchio".

### Impianti sciistici

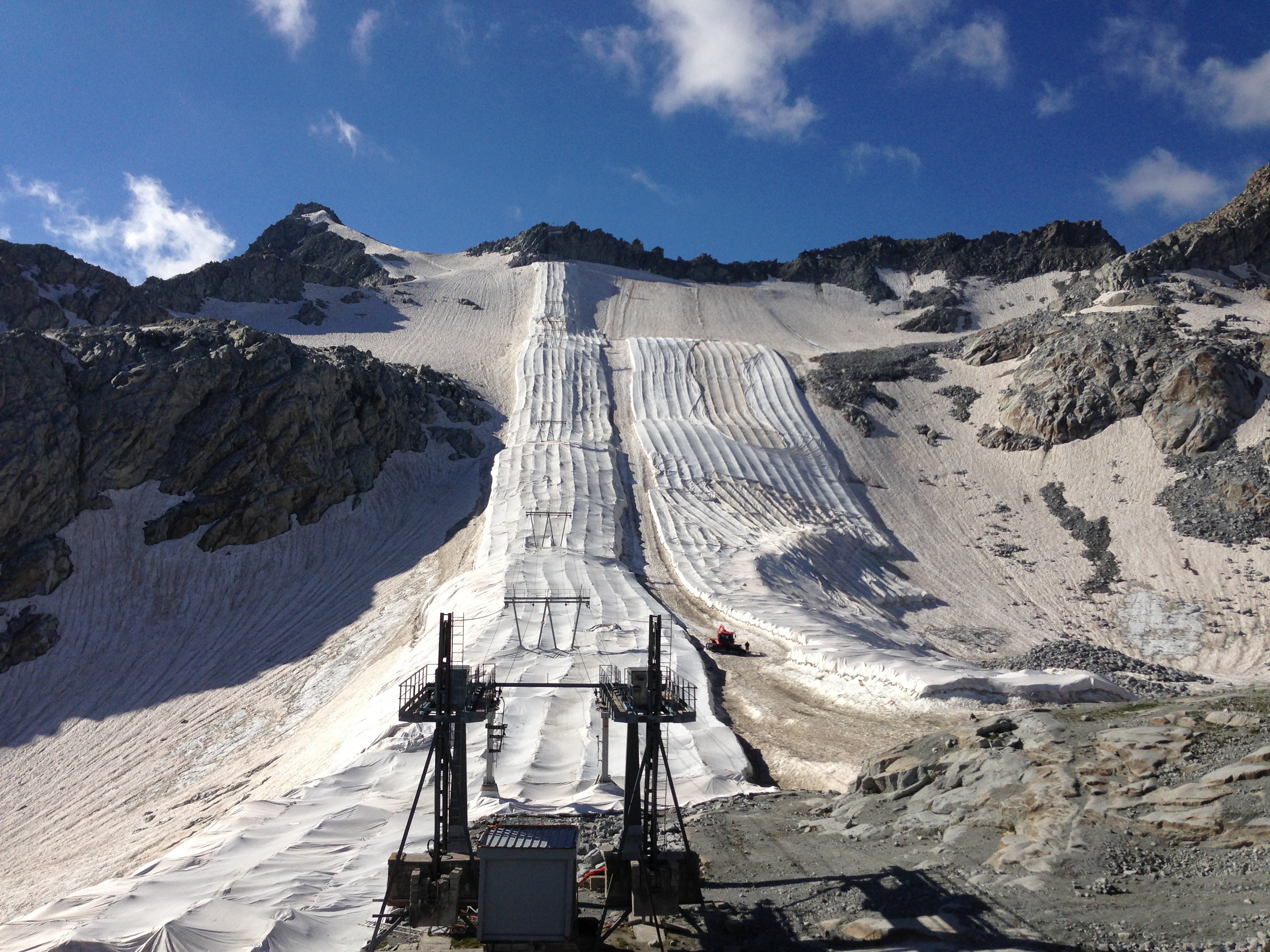
Ghiacciaio Presena nell'agosto del 2013. Da sinistra a destra si notano Cima Presena, la Bocchetta degli Sciatori e le Marocche

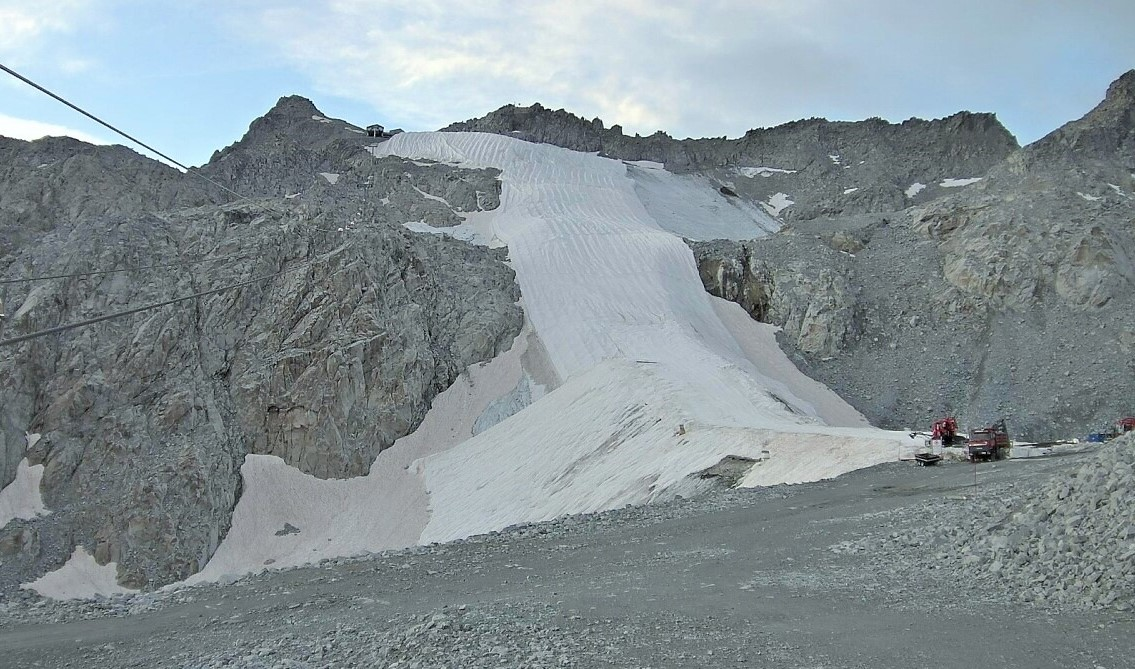
Il ghiacciaio a settembre 2024

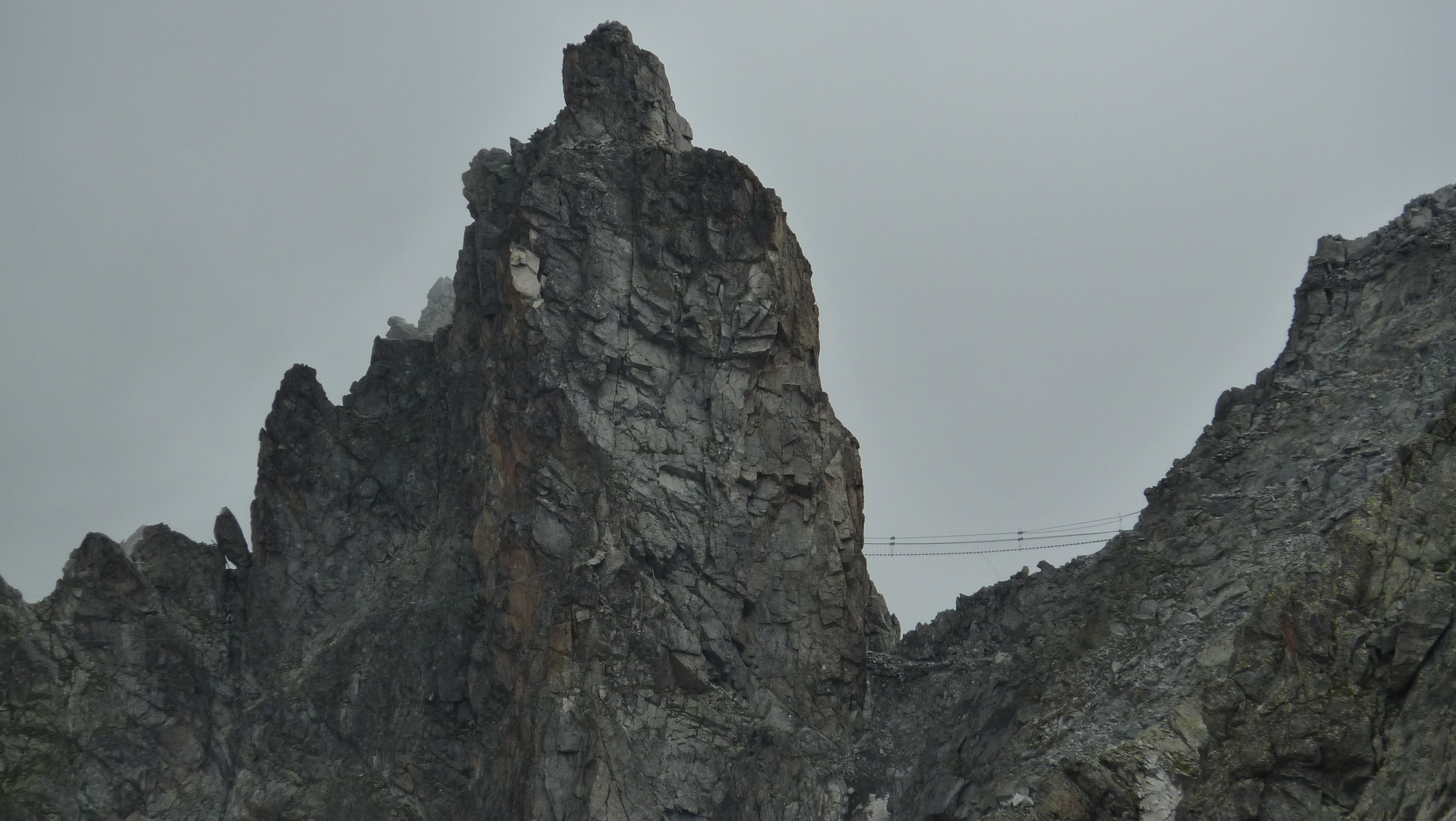
Il Gendarme di Casamadre, con in basso i ponti sospesi del Sentiero dei Fiori

Lo sfruttamento sciistico dell'area ebbe inizio negli anni sessanta del secolo scorso. Nel 1963 venne inaugurata la funivia Paradiso, poi sostituita da una moderna ovovia con l'inizio del nuovo millennio, la quale permette l'accesso al ghiacciaio.
Nel 1966/67 si diffuse la pratica dello sci estivo, praticato negli anni ottanta fino agli inizi di agosto. 
Con l'aumentare delle temperature e il diminuire delle precipitazioni, nel decennio successivo il ghiacciaio non fu più nelle condizioni di permettere lo sci estivo e i cambiamenti climatici di inizio XXI secolo ne hanno aggravato la situazione.
Negli anni settanta sul ghiacciaio erano presenti molteplici impianti sciistici, praticamente tutti skilift montati su treppiede. Nel 1982 vengono costruiti quattro impianti di risalita:
- due skilift, che dalla Capanna Presena portavano poco sotto il passo Presena (2997 m s.l.m.), smantellati nell'estate 2015;
- lo skilift del campo scuola, che dalla capanna giungeva sotto la Vedretta di Lago scuro, smantellato negli anni novanta a causa dello scioglimento del ghiacciaio;
- lo skilift che dalla sezione centrale del ghiacciaio arrivava al passo del Maroccaro (2975 m), smantellato poiché giunto al termine di vita tecnica.

Nel biennio 2015/2016 hanno avuto luogo i lavori di ammodernamento degli impianti sciistici e delle strutture esistenti, ormai obsolete. Nell'autunno 2015 è stata completata la costruzione di un'ovovia a otto posti che dal Passo Paradiso (2585 m) prosegue fino al Passo Presena (2997 m), sostituendo così la precedente seggiovia e i due vecchi skilift. All'arrivo è presente un bar con terrazza panoramica simile a quella di Punta Rocca sulla Marmolada. Inoltre, nell'estate 2016 viene completamente demolita e rinnovata la Capanna Presena, trasformata in ristorante e albergo a 8 camere munito di SPA e solarium.
I lavori hanno anche previsto un'operazione di pulizia del ghiacciaio da resti di teli geotessili e eventuali rifiuti umani, nonché la demolizione di tutte le strutture ormai abbandonate.